# Zajícův rok
Zajícův rok (finsky: Jäniksen vuosi) je pikareskní román Artoa Paasilinny z roku 1975. 
Román byl přeložen celkem do 29 jazyků (ke dni 21. 11. 2018), mezi které patří například angličtina, bulharština, čínština, chorvatština, čeština, estonština, francouzština, němčina, hebrejština, italština, japonština, korejština, maďarština, nizozemština, rumunština, švédština, slovenština, turečtina a ukrajinština. Jedná se o Paasilinnovo nejčtenější dílo a v roce 1994 bylo zařazeno do UNESCO sbírky reprezentativních literárních děl (UNESCO Collection of Representative Works). Kniha byla zfilmována celkem dvakrát – poprvé ve Finsku v roce 1977, kde film vyšel pod stejnojmenným názvem Jäniksen vuosi, a podruhé ji zfilmoval francouzský režisér Marc Rivière roku 2006 ve filmu Le Lièvre de Vatanen.

## Děj
Příběh vypráví o novináři Kaarlu Vatanenovi, který vede zcela nudný, nezajímavý a prázdný život. Jeho život však zásadně změní příhoda, kdy při služební cestě za novým novinovým článkem jeho kolega srazí zajíce a málem jej tak zabije. Vatanen vystupuje z auta a přichází za zajícem, který má zlomenou packu a nemůže před novinářem utéct. Vatanenův kolegu jej pobízí, aby se vrátil zpět do auta a nechal toho zajíce být, ale Vatanen jej neposlouchá, načež ho tam jeho kolega nechává v pustině a odjíždí do města sám. 
Tohle je ten správný impuls, který obrací Vatanenův život naruby. Opouští od života ve městě, dává výpověď v novinách a distancuje se i od své manželky, se kterou se už stejně postupem času nedokáže vystát a která jej navíc pravidelně podvádí. Toho všeho se vzdává ve prospěch osobní svobody, možnosti jít kam se mu zachce a kontaktu s přírodou. Po celý rok tedy žije z peněz, které získal poté, co kamarádovi prodal svoji loď, kterou už stejně nikdy potřebovat nebude, a příležitostnými pracemi – přitom jej však pokaždé doprovází onen zajíc, kterého zachránil, a jehož packa se po čase zahojila natolik, že může opět utíkat a poskakovat jako dříve. Zajíc se stal neoddělitelnou součástí Vatanena. 
Během svého tažení plného neočekávaných dobrodružství a příhod se Vatanen mnohokrát dostává do konfliktu se zákonem a taktéž téměř neustále porušuje zásady konvenčního chování, avšak i přesto se mu vždy podaří držet se dál od důsledků svého chování a to zejména díky pomoci a opravdového pochopení ostatních lidí, kteří s ním sympatizují a mají taktéž svobodného ducha, jakého v sobě objevil i on.